# 6866 Kukai
6866 Kukai è un asteroide della fascia principale. Scoperto nel 1992, presenta un'orbita caratterizzata da un semiasse maggiore pari a 3,0225310 UA e da un'eccentricità di 0,0506720, inclinata di 11,05361° rispetto all'eclittica.